# Rheumaorthopädie
Die Orthopädische Rheumatologie, auch kurz Rheumaorthopädie genannt, beschäftigt sich mit der Auswirkung rheumatischer Erkrankungen auf den Bewegungsapparat. In der Folge dieser entzündlichen Systemerkrankungen (z. B. der rheumatoiden Arthritis) können lokale Gewebezerstörungen auftreten. Davon sind u. a. Kraftüberträger wie Gelenke und Sehnen betroffen. Unbehandelt führen derartige Zerstörungsprozesse zu Funktionsverlusten des Bewegungsapparates und in ausgeprägten Fällen zur Invalidität des Betroffenen.
Das Ziel rheumaorthopädischer Therapieverfahren ist in erster Linie die Vermeidung eines solchen Funktionsverlustes durch geeignete lokale, d. h. am Ort der Entzündung einsetzende, vorbeugende Maßnahmen. Ist ein Funktionsverlust bereits eingetreten, kann die Gelenkfunktion vielfach über einen geeigneten operativen Eingriff wiederhergestellt werden.

## Behandlungsformen
Zu den konservativen, d. h. nicht-operativen, Maßnahmen zählen medikamentöse und physikalische Behandlungen. Dazu kommen operative Verfahren.

### Medikamentöse Therapie
Die medikamentöse Therapie erfolgt häufig in Kooperation mit internistisch-rheumatologischen Ärzten, die auf bestimmte Aspekte der Behandlung entzündlich rheumatischer Erkrankungen spezialisiert sind.
Zum Einsatz kommen entzündungshemmende (und daher auch schmerzlindernde) Medikamente: Kortisonhaltige Substanzen (Kortikosteroide) und Kortisonfreie antientzündliche Medikamente (sogenannte „Antiphlogistika“ oder „nicht-steroidale-Antirheumatika“). Kortison ist die wirksamste bekannte entzündungshemmende Substanz. Es wird sowohl als allgemein im gesamten Körper wirkendes Medikament als auch als örtlich in entzündlich verändertes Gewebe eingespritztes (oder als Salbe aufgetragenes) Medikament eingesetzt. Kortisonfreie antientzündliche Medikamente enthalten Substanzen wie Diclofenac, Ibuprofen oder Etoricoxib.
Neben den entzündungshemmenden Medikamenten werden lang wirksame Medikamente (sogenannte Basistherapeutika oder auch Disease Modifying Antirheumatic Drugs – DMARDs) eingesetzt: Diese Medikamentengruppe hat zum Ziel, die Aktivität der Entzündung bei den Betroffenen möglichst zu normalisieren und dabei auch noch die erforderliche Menge an Kortison möglichst niedrig zu halten oder sogar ganz entbehrlich zu machen. Sehr häufig werden die DMARDs, die NSAR und Kortison (dann jeweils in möglichst geringer Dosis) gleichzeitig zur Behandlung eingesetzt. Zu der Gruppe der DMARDs zählen vor allem die Wirkstoffe Methotrexat und Leflunomid.
Sogenannte „Biologicals“ (Biopharmazeutika) wirken, indem sie wichtige Entzündungsbotenstoffe hemmen und somit die Gelenk- oder Gewebezerstörung, die mit der Entzündung verbunden ist, mindern. Sie wirken auf den Entstehungsprozess der Erkrankung ein. Hierzu gehören unter anderem Wirkstoffe wie Adalimumab, Etanercept oder Infliximab.

### Physikalische Therapie
Bei der physikalischen Therapie unterscheidet man:
- aktive Maßnahmen (d. h. unter Beteiligung des Patienten, wie z. B. Krankengymnastik und Ergotherapie) und
- passive Maßnahmen (z. B. die Anwendung von Kälte und Wärme sowie von elektrischem Strom in den verschiedensten Formen).

### Operative Therapie
Die operativen Maßnahmen werden nach ihrer Zielsetzung unterschieden in vorbeugende Eingriffe zur Verhinderung der lokalen Zerstörung und in wiederherstellende Eingriffe bei eingetretener Beeinträchtigung. Durch die Entfernung von aggressiver, rheumatisch entzündlich veränderter Schleimhaut wird ein Fortschreiten der lokalen Zerstörung an Gelenken und Sehnen verhindert. Derartige Operationen sind vielfach nur bei frühen Stadien der Erkrankung möglich. Schwere Zerstörungen werden möglichst korrigiert, z. B. durch gelenk- und sehnenwiederherstellende Eingriffe wie den Ersatz eines Gelenkes durch ein Kunstgelenk oder der Wiederherstellung der Greiffunktion der Hand durch Sehnenersatz.

## Weiterführende Literatur
- S. Sell, S. Rehart: Operationsatlas Orthopädische Rheumatologie. Thieme 2013. ISBN 978-3-13-164001-7